# شهرستان هیگاشی‌سونوگی، یاماگاتا

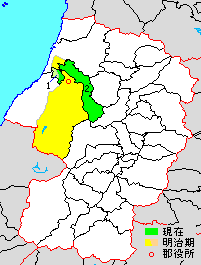

شهرستان هیگاشی‌سونوگی (انگلیسی: Higashitagawa District, Yamagata) یکی از شهرستان‌های ژاپن است که در استان یاماگاتا در ژاپن واقع شده‌است.